# Comuna Apele Vii, Dolj
Apele Vii este o comună în județul Dolj, Oltenia, România, formată numai din satul de reședință cu același nume. Se află pe un sol preponderent nisipos localizată în partea de SE a județului Dolj, în Câmpia Romanaților. Este alcătuită dintr-un singur sat, care numără 2.112 de locuitori la referendumul din 2011; atestat documentar în anul 1572.

## Nume
Bogdan Petriceicu Hasdeu a lansat în Etymologicum Magnum Romaniae ipoteza că numele Apele Vii ar fi de proveniență latină, de la aquae-vitae, în pendant cu Aquae mortis. Nu au fost produse dovezi arheologice că localitatea ar fi fost în timpuri antice stațiune balneară.

## Demografie
Componența etnică a comunei Apele Vii
     Români (81,32%)
     Alte etnii (0,55%)
     Necunoscută (18,13%)
Componența confesională a comunei Apele Vii
     Ortodocși (81,37%)
     Alte religii (0,22%)
     Necunoscută (18,4%)
Conform recensământului efectuat în 2021, populația comunei Apele Vii se ridică la 1.804 locuitori, în scădere față de recensământul anterior din 2011, când fuseseră înregistrați 2.112 locuitori. Majoritatea locuitorilor sunt români (81,32%), iar pentru 18,13% nu se cunoaște apartenența etnică. Din punct de vedere confesional, majoritatea locuitorilor sunt ortodocși (81,37%), iar pentru 18,4% nu se cunoaște apartenența confesională.

## Politică și administrație
Comuna Apele Vii este administrată de un primar și un consiliu local compus din 11 consilieri. Primarul, Damian Minoiu[*], de la Partidul Social Democrat, este în funcție din 1 noiembrie 2024. Începând cu alegerile locale din 2024, consiliul local are următoarea componență pe partide politice:
|  | Partid                    | Consilieri | Componența Consiliului | Componența Consiliului | Componența Consiliului | Componența Consiliului | Componența Consiliului | Componența Consiliului |
|  | ------------------------- | ---------- | ---------------------- | ---------------------- | ---------------------- | ---------------------- | ---------------------- | ---------------------- |
|  | Partidul Social Democrat  | 6          |                        |                        |                        |                        |                        |                        |
|  | Partidul Național Liberal | 5          |                        |                        |                        |                        |                        |                        |